# Ciolacu Nou
Ciolacu Nou è un comune della Moldavia situato nel distretto di Fălești di 3.225 abitanti al censimento del 2004

## Località
Il comune è formato dall'insieme delle seguenti località (popolazione 2004):
- Ciolacu Nou (1.205 abitanti)
- Ciolacu Vechi (993 abitanti)
- Făgădău (601 abitanti)
- Pocrovca (163 abitanti)
- Șoltoaia (263 abitanti)